# Марков град
Марков град (на македонска литературна норма: Марков Град) е средновековна крепост южно от съвременното село Матка, Северна Македония.

## Местоположение
Марков град се намира се намира в северния край на дългия пролом на река Треска, на 2 km югоизточно от село Матка. Представлява стръмен гребен в източните склонове на планината Осой, на 380 m над реката и 860 m над морското равнище. Заобиколен е от много стръмни скалисти хребети и пропасти. Достъпът е само по тясна пътека от североизток. Мястото е скрито от по-високи скали от всички страни и гледа към протока на реката и трудната комуникация през пролома.

## История

### Античност
През Късната античност мястото е укрепено. Издигната е стена от камък и хоросан с ширина 1,6-1,9 m, която огражда заравнения връх и скалния гребен над него, където се издига отделен акропол. Укрепеното пространство е 160 х 115 m (1,5 ha). Жилищният пласт е изследван чрез сондиране - открити са части от късноантична керамика и монета от V век. Мястото е служело за недостъпно убежище по време на военни кризи.

### Средновековие
Акрополът на старата крепост е възстановен през XIV век. Тук е изградена църквата „Света Неделя“ и северно от нея две манастирски сгради. Новата стена е добре запазена от западната (с порта) и от север и североизток. Открити са множество късносредновековни керамични съдове - от манастирската трапезария и складове. Начинът на изграждане на църквата и останките от стенната стенопис сочат към края на XIV век, откогато е и църквата „Свети Андрей“ в подножието на билото, на ръба на днешното изкуствено езеро.